# Gubavce
Gubavce (en serbe cyrillique : Губавце) est un village de Serbie situé dans la municipalité de Medveđa, district de Jablanica. Au recensement de 2011, il comptait 23 habitants.

## Démographie
| 1948 | 1953 | 1961 | 1971 | 1981 | 1991 | 2002 | 2011 |
| ---- | ---- | ---- | ---- | ---- | ---- | ---- | ---- |
| 168  | 180  | 172  | 134  | 95   | 43   | 36   | 23   |

|  |